# スモレンスクの戦い (1941年)
スモレンスクの戦い（スモレンスクのたたかい）は、第二次世界大戦の独ソ戦中に、ドイツ中央軍集団所属の第2装甲軍集団（司令官ハインツ・グデーリアン）、第3装甲集団（ヘルマン・ホト）らがソビエト赤軍4個軍を包囲した戦いである。
ソビエト赤軍は西部正面軍（司令官セミョーン・チモシェンコ）、ソビエト赤軍予備軍（司令官ゲオルギー・ジューコフ）、中央正面軍（司令官フョードル・クズネツォフ）、ブリャンスク正面軍（アンドレイ・エリョーメンコ）が戦いに参加、最終的にはソビエト第16軍、第19軍、第20軍がスモレンスク南方で包囲され、第19軍の大部分のみ包囲から脱出することができた。

## 背景
7月3日、（この日はヨシフ・スターリンがこの戦いをナチス・ドイツの侵入への反撃、大祖国戦争と呼んだ日でもある。）ドイツ軍の歩兵部隊が装甲部隊へ合流、東への進撃を再開した。主な装甲部隊は1週間停止しており、攻撃が再開された7月上旬は突然の暴風雨のために道が泥濘化しており、軍を進めることには困難が伴う状況で、数時間停止することもあった。その間に赤軍は防衛を固め、多くの橋が爆破された。また、赤軍はドイツ軍の進撃を鈍らせるため多くの地雷を敷設、そのため、ドイツ軍は極めて限られた道を進撃路とせざるを得なかった。
この遅延はソビエト赤軍装甲部隊による大規模な反撃を組織化する時間を与えることとなった。

## 作戦

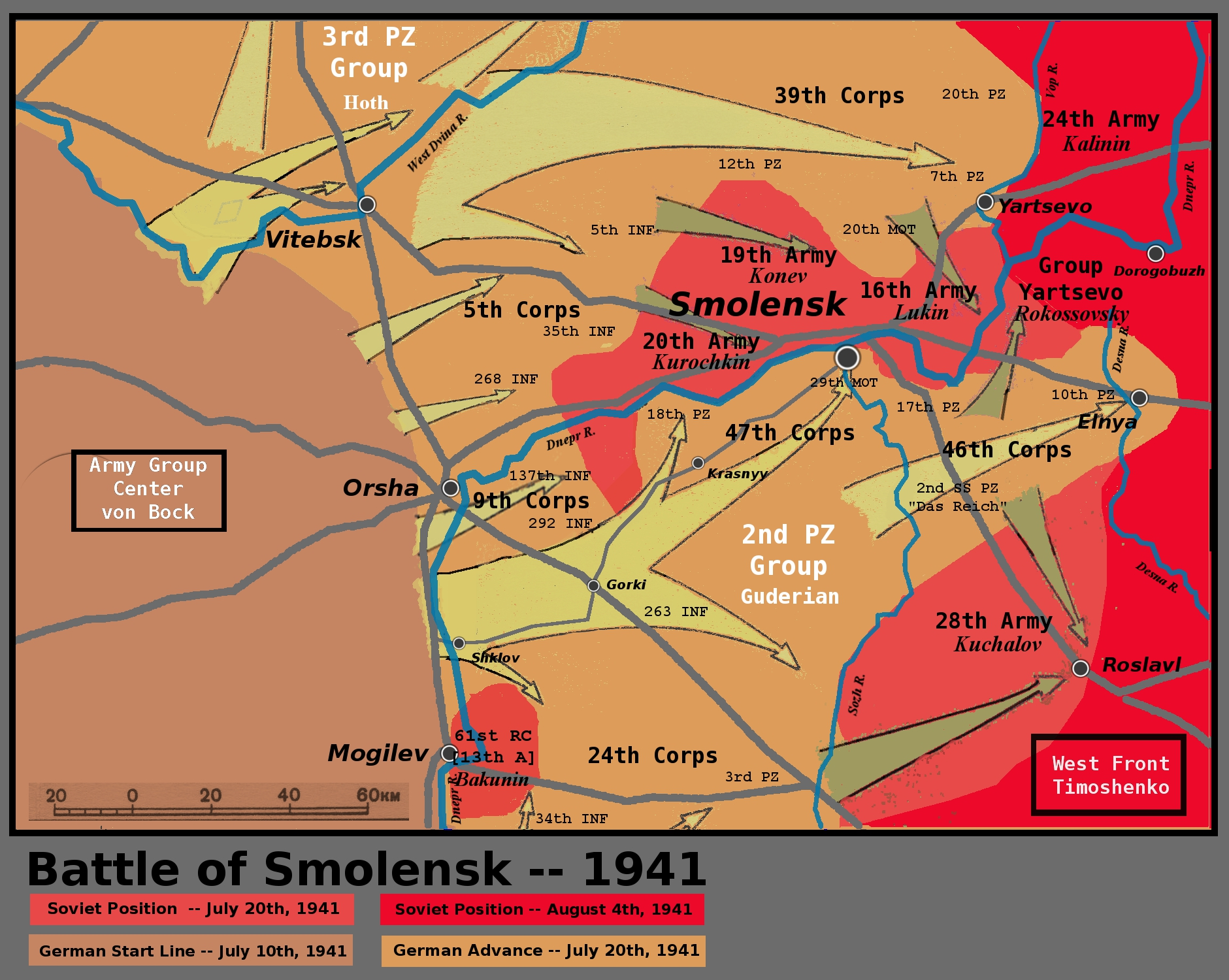
スモレンスク周辺（1941年7月6日 – 8月5日）

ドイツ中央軍集団の目的はモスクワへの道を制することとなるスモレンスクの制圧であったが、ドイツ軍が向かうドニエプル川と西ドヴィナ河付近はソビエト赤軍の防衛線、スターリン線の防衛範囲内であった。これを防衛するソビエト赤軍は西部方面軍所属の第13軍とソビエト赤軍最高司令部予備戦力の第16軍、第19軍、第20軍、第21軍、第22軍であった。ミンスクの敗戦によるパブロフの更迭後、極東第1軍司令官アンドレイ・エレメンコ中将が西部正面軍司令官となった。エレメンコ中将は7月2日に第4軍と第13軍にベレジナ川西岸からの退却を命じボブルイスクの奪還準備を第17機械化軍団に命じた。7月4日、国防人民委員のチモシェンコ元帥が西部正面軍司令部に訪れ、自らが西部正面軍司令官に就任した。すでに第2装甲集団がボブルイスクとスヴィスロチとボリソフを占領しベレジナ川の橋梁を確保していたため、チモシェンコはエレメンコの方針を継続しボブルイスクの奪還準備を整えた。
7月1日グデーリアンは第47装甲軍団をボリソフへ派遣したが第4軍司令官クルーゲ元帥が反対し、グデーリアンは命令を撤回した。しかし第17装甲師団の一部が命令を無視してボリソフへむかったためクルーゲはグデーリアンを第4軍司令部に呼び出し叱責した。ヒトラーは装甲部隊を統率するため7月3日に第2・第3装甲集団を第4軍司令部の指揮下に置き、第4軍司令部を第4装甲軍司令部に改組し第4軍の戦力は第2軍に編入された。
スタフカはドイツ軍のドニエプル川渡河を防ぐため西部正面軍司令部にレペリ～ボリソフ～ボブルイスク間での反撃を命じた。7月6日、ソビエト赤軍第20軍所属の第7、第5機械化軍団は戦車2000両で攻撃を開始した。ドイツ軍はドイツ空軍による航空支援を受けて反撃し、3日間の戦いで2個ソビエト赤軍機械化軍団は事実上壊滅した。7月10日、第3装甲集団第39装甲軍団の第20装甲師団が西ドヴィナ河を渡り、交通の要衝ヴィデブスクを占領し、西ドヴィナ河西岸にいる第57装甲軍団はポロツクから北方軍集団と対峙する第22軍と第27軍の背後を衝くべく、ヴェリキエ・ルーキの攻略をめざし北上を開始した。第57装甲軍団がひきぬかれたため第3装甲集団は実質1個装甲軍団の戦力で東進を開始、スモレンスクの背後にまわり第2装甲集団との合流をめざした。7月11日、第3装甲集団第39装甲軍団の第7装甲師団が赤軍第19軍の第25狙撃軍団が守るヴィデブスク防衛線を突破すると、スモレンスク北方を東進した。第2装甲集団は7月10日にドニエプル川の渡河を開始し7月13日に第46装甲軍団がドニエプル河畔のモギリョフ北方、第24装甲軍団がスタールイ・ブイホフからドニエプル川を渡河し赤軍第13軍の第61狙撃軍団（バクーニン少将）と第20機械化軍団（ニキティン少将）を包囲した。モギリョフで包囲された第61狙撃軍団と第20機械化軍団は防御陣地を構築して2週間にわたって抵抗を続けたが、全滅し7月27日にモギリョフは陥落した。
7月13日、グデーリアンは第29自動車化歩兵師団に第18装甲師団の支援をさせスモレンスクの攻略を命じた。スモレンスク市内は赤軍第16軍が労働者義勇軍やNKVD職員、民兵と一緒に守りをかため西部正面軍司令部は第16軍司令部に死守を命じた。7月15日からスモレンスクで壮絶な市街戦が始まり、7月16日の夜に市のほぼ全域が占領された。
一方東進を続ける第3装甲集団第39装甲軍団はスモレンスク北方のヤルツェヴォを占領し、スモレンスク＝モスクワ間の自動車道路と鉄道を寸断した。スモレンスク西方で防御戦を続けていた3個軍（第16軍・第19軍・第20軍）は新たなる包囲網に閉じ込められる危機に直面した。グデーリアンはモスクワへの進撃路確保のため第46装甲軍団に対し東方のエリニャとドロゴブジの攻略を命じた。第46装甲軍団の東進によりスモレンスクとヤルツェヴォの間には幅50キロの「回廊」が開いていた。西部正面軍司令官チモシェンコ元帥はこの「回廊」を使って包囲されつつある3個軍を救出しようと考えた。7月17日西部正面軍の後方に展開する6個軍（第24軍・第28軍・第29軍・第30軍・第31軍・第32軍）で臨時編成された機動集団グループが投入され中央軍集団への総反撃が開始された。7月20日「回廊」確保のためロソコフスキー機動集団（第38狙撃師団と第101戦車師団）がヤルツェヴォの第3装甲集団を後退させ、ヤルツェヴォを奪還した。7月24日、ゴロドヴィコフ機動集団が第2装甲集団に対しロガチェフの南方からボブルイスクに向けて反撃を行い第2装甲集団と第2軍の後方補給線を脅かした。西部正面軍の反撃は攻勢のため広がっていた中央軍集団の包囲網を破り、確保した「回廊」から3個軍（第16軍・第19軍・第20軍）のうち第19軍を中心とする10万人の将兵が脱出した。
7月29日、第3装甲集団（第39装甲軍団の第20自動車化歩兵師団）と第2装甲集団（第47装甲軍団の第17装甲師団）が、スモレンスクとドロゴブジの中間地点でようやく連結し10個師団の赤軍が包囲された。チモシェンコ元帥は脱出を命じたが8月4日までに第16軍と第20軍のほとんどの将兵が殲滅された。反撃していた赤軍第21軍も第24装甲軍団によって壊滅させられ8月5日、ドイツ国防軍総司令部はスモレンスク会戦の終結と勝利を宣言した。
赤軍におけるスモレンスクの戦いはドイツ軍の攻撃と挟撃作戦を阻止するためにいくつかの段階に分けられていた。
- スモレンスクの戦い（1941年7月10日 – 1941年9月10日）
  - スモレンスク防衛作戦（1941年7月10日 – 1941年8月10日）
  - スモレンスク攻略作戦（1941年7月21日 - 1941年8月7日）
  - ホメリ-トルーバル（Trubchevsk）防衛作戦（1941年7月24日 - 1941年8月30日）
  - ドゥホフシチーナ攻略作戦（1941年8月17日 – 1941年9月8日）
  - エリニャ攻勢（1941年8月30日 – 1941年9月8日）
  - ロスラヴリ-ノヴォズィプコフ攻略作戦（1941年8月30日 – 1941年9月12日）

## その後
モスクワ攻略を優先したいグデーリアンと赤軍野戦軍の殲滅を優先したいホトの対立により生じた回廊からソビエト赤軍将兵200,000名が脱出した。そのため、ドイツ国防軍は包囲殲滅作戦に失敗し赤軍野戦部隊の東方脱出を許す結果となった。グデーリアンはモスクワ攻略を希望したが、ヒトラーは莫大な経済損失を負わせることによりソ連を撃破するバルバロッサ作戦の第一目標であるウクライナとレニングラードの奪取に望みをたくし中央軍集団の装甲部隊を北方軍集団、南方軍集団へそれぞれ送ることを決定した。これは北でレニングラードの速やかな包囲を行うこと、南で穀倉地帯、油田地帯を占領することを意味した。スモレンスクの町全体はこの戦いによりほぼ破壊された。
1985年、スモレンスクは英雄都市の称号を与えられた。

## 影響と評価
ドイツ軍は大戦果をあげたが、包囲戦の立役者である装甲戦力は激しい消耗を強いられた。1941年7月末の時点で第2装甲集団の戦車稼働率は29％に、第3装甲集団の稼働率は42％にまで低下していた。
独ソ戦研究家のストーエルは「ソ連軍を罠にはめて打ち破り、工場や軍事セクターを制圧するには装甲部隊が必須だった。スモレンスク戦で装甲部隊が許容値以上の損害を受けた時点でドイツは勝機を失っていた。ドイツ軍の敗因は冬将軍でも一会戦での敗北でもない。単純にソ連をうちやぶる能力を失ったからである」と述べている。
ドイツが頼みとした鋭利な剣（装甲部隊）はロシアの斧と打ち合って消耗し、心臓部に致命的な一撃を与える能力を失ったのだ。